# Vogelmelk
Vogelmelk (Ornithogalum) is een geslacht van bolgewassen uit de aspergefamilie (Asparagaceae). Eerder werd het geslacht bij de hyacintenfamilie (Hyacinthaceae) ingedeeld. De botanische naam Ornithógalum is afkomstig van de Oudgriekse plantennaam ὀρνιθόγαλον, ornithogalon, die vogelmelk betekent (ὄρνις, ornis = vogel, γάλα, gala = melk).
De meeste soorten komen van nature voor in Zuid-Europa en Klein-Azië, al zijn er ook een aantal soorten die van nature voorkomen in Zuid-Afrika.

## Kenmerken
De trosvormig gegroepeerde bloemen staan op stelen die ontspringen in de oksels van lancetvormige, schutbladen. De bloemen hebben zes kroonbladen met op het midden van de achterzijde een duidelijk herkenbare groene streep.
De vrucht is een zeshoekige doosvrucht en bevat zwarte zaden.
De vogelmelksoorten hebben een 3 cm brede bol, van waaruit kleinere nevenbollen kunnen ontstaan. De lijnvormige bladeren spruiten hier grondstandig uit voort. Ze zijn wat vlezig.

## Soorten in de Lage Landen
- Bosvogelmelk (O. pyrenaicum), ook wel Pruisische asperge of Pyrenese vogelmelk genoemd. De bloemstengel wordt 1 m hoog, de bloemtrossen worden 30-50 cm groot. Na de bloei blijven de bloemen geopend.
- Gewone vogelmelk (O. umbellatum)
- Knikkende vogelmelk (O. nutans)
- Piramidevogelmelk (O. pyramidale) (adventief in Noordwest-Europa voorkomend) is 40-80 cm hoog en afkomstig uit Zuid-Europa en Klein-Azië. De witte bloemen verschijnen in juni-juli in rijke trossen, die in het begin van de bloei piramidevormig zijn. De bloemblaadjes draaien na de bloei ineen.

## Andere soorten
Naast bovengenoemde soorten omvat dit geslacht:
- O. arabicum is een 30-80 cm hoge soort die begin zomer bloeit met komvormige witte bloemen. De plant overleeft in ons klimaat alleen zeer zachte winters.
- O. balansae is inheems in Anatolië, het bloeit in maart-april met een groot aantal stervormige witte bloemen.
- O. caudatum is inheems in Zuid-Afrika, die hier lang populair was als kamerplant of kasplant. In Noordwest-Europa is deze plant met haar 30-60 cm lange bladeren en 9-10 cm brede knol niet winterhard. De 90 cm lange bloeistengel zit vol witte bloemen, en is uitstekend bruikbaar als snijbloem.
- O. dubium komt van origine uit Zuid-Afrika, en wordt tegenwoordig als kamerplant geteeld. De plant heeft een tot drie bloemstelen met fel oranjegekleurde bloemen. De soort wordt in de handel ook wel Ornithogalum aureum genoemd.
- O. narbonense komt van nature voor in het Midden-Oosten. De bloemen zijn stervormig.
- O. thyrsoides wordt wel zuidenwindlelie genoemd. Deze tot 70 cm hoge soort bloeit afhankelijk van de planttijd begin voorjaar of begin zomer met dichte aren van komvormige, 3 cm grote witte bloemen. Ook deze soort is in Noordwest-Europa slechts half winterhard. Omdat ze daar niet winterhard zijn, moeten ze er in kassen gekweekt worden. In Zuid-Afrika worden ze veel als snijbloem gekweekt.

## Toepassingen
De bollen van de plant zijn eetbaar, vergelijkbaar met schorseneer. De stengel met bloemknop van de bosvogelmelk wordt op dezelfde manier als asperges gegeten (in Parijs zeer gewild) en heet daar "asperges de bois", niet te verwarren met de echte bosasperge (Asparagus acutifolius).